# Janusz Kamiński

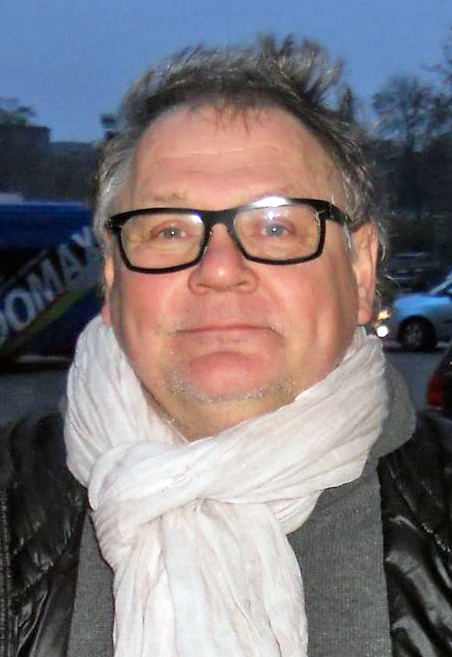
Janusz Kamiński (2014)

Janusz Kamiński (* 27. Juni 1959 in Ziębice) ist ein polnischer Kameramann und Regisseur.

## Leben
Kamiński verließ sein Heimatland Polen nach der Ausrufung des Kriegsrechts durch General Jaruzelski 1981 und ging in die USA. Von 1982 bis 1987 studierte er Kinematografie am Columbia College in Chicago und ging nach dem Abschluss nach Los Angeles.
Nach einigen Arbeiten als Kameraassistent drehte er 1990 seinen ersten Film als verantwortlicher Kameramann. Den endgültigen Durchbruch schaffte er, als Steven Spielberg ihn für Schindlers Liste engagierte und er für diese Arbeit in seine Heimat Polen nach Krakau zurückkehrte. Für Schindlers Liste erhielt er 1994 seinen ersten Oscar, und er ist seitdem der bevorzugte Kameramann von Spielberg. 1998 erhielt er eine weitere Oscarnominierung für Amistad und 1999 seinen zweiten Oscar für Der Soldat James Ryan. Eine kameratechnische Neuheit war in diesem Film die zwanzig Minuten dauernde Darstellung der Landung in der Normandie, die Kamiński mit einem Team von Kameramännern mit Handkameras aufnahm. Sein Regiedebüt gab er 1999 mit dem Horrorfilm Lost Souls – Verlorene Seelen. In der Hauptrolle war Winona Ryder zu sehen. Später folgten die Filme Hania (2007) und American Dream (2011). Außerdem inszenierte er je eine Folge der Serien The Event (2011) und The Divide (2014).
Janusz Kamiński war von 1995 bis 2001 mit der Schauspielerin Holly Hunter verheiratet. Er heiratete im Jahre 2004 die ABC-Reporterin Rebecca Rankin. Er ist Onkel des deutschen Schauspielers André Emanuel Kaminski und Vater des im Januar 2009 verstorbenen Adam Kaminski.
1994 trat er der American Society of Cinematographers (ASC) bei, die er jedoch aus nicht näher bekannten Gründen, im Jahr 2006, wieder verließ.

## Filmografie
- 1990: The Rain Killer
- 1991: Wilde Sehnsucht (Wildflower)
- 1991: Ari & Sam (Pyrates)
- 1993: Harry & Kit – Trouble Bound (Trouble Bound)
- 1993: Die Abenteuer von Huck Finn (The Adventures of Huck Finn)
- 1993: Schindlers Liste (Schindler’s List)
- 1994: Kleine Giganten (Little Giants)
- 1995: Pecos Bill – Ein unglaubliches Abenteuer im Wilden Westen (Tall Tale)
- 1995: Ein amerikanischer Quilt (How to Make an American Quilt)
- 1996: Jerry Maguire – Spiel des Lebens (Jerry Maguire)
- 1997: Vergessene Welt: Jurassic Park (The Lost World: Jurassic Park)
- 1997: Amistad
- 1998: Der Soldat James Ryan (Saving Private Ryan)
- 1999: Lost Souls – Verlorene Seelen (nur Regie)
- 2001: A.I. – Künstliche Intelligenz (Artificial Intelligence: AI)
- 2002: Minority Report
- 2002: Catch Me If You Can
- 2004: Terminal
- 2005: Krieg der Welten (War of the Worlds)
- 2005: München (Munich)
- 2007: Schmetterling und Taucherglocke (Le Scaphandre et le papillon)
- 2008: Indiana Jones und das Königreich des Kristallschädels (Indiana Jones and the Kingdom of the Crystal Skull)
- 2009: Wie das Leben so spielt (Funny People)
- 2010: Woher weißt du, dass es Liebe ist? (How Do You Know?)
- 2011: Gefährten (War Horse)
- 2011: Die Abenteuer von Tim und Struppi – Das Geheimnis der Einhorn (The Adventures of Tintin)
- 2012: Lincoln
- 2014: Der Richter – Recht oder Ehre (The Judge)
- 2015: Bridge of Spies – Der Unterhändler (Bridge of Spies)
- 2016: BFG – Big Friendly Giant (The BFG)
- 2017: Die Verlegerin (The Post)
- 2018: Ready Player One
- 2020: Ruf der Wildnis (The Call of the Wild)
- 2021: West Side Story
- 2022: Die Fabelmans (The Fabelmans)
- 2024: IF: Imaginäre Freunde (IF)

## Auszeichnungen
Oscar
- 1994: Schindlers Liste
- 1998: Nominierung für  Amistad
- 1999: Der Soldat James Ryan
- 2008: Nominierung für Schmetterling und Taucherglocke
- 2012: Nominierung für Gefährten
- 2013: Nominierung für Lincoln
- 2022: Nominierung für West Side Story

Chicago Film Critics Association Award
- 1993: Schindlers Liste
- 1998: Nominierung für Der Soldat James Ryan
- 2001: Nominierung für A.I. – Künstliche Intelligenz
- 2002: Nominierung für Minority Report
- 2005: Nominierung für München
- 2007: Nominierung für Schmetterling und Taucherglocke
- 2011: Nominierung für Gefährten
- 2012: Nominierung für Lincoln
- 2021: Nominierung für West Side Story

## Sonstiges
- Vom 9. Februar bis zum 19. Februar 2006 war Janusz Kamiński Jurymitglied bei den Internationalen Filmfestspielen 2006 in Berlin.
- 2003 drehte er einen Videoclip für die polnische Rockband Myslovitz, deren großer Fan er ist.